# Systémographie
Le terme de systémographie désigne:
- une discipline : il est construit comme ceux d'ethnographie ou de géographie ;
- une pratique à l'intérieur de la systémique ;
- un des types de discours positif à l'intérieur d'une polygraphie.

Elle peut s'entendre à la fois des deux points de vue de la démarche et de l'objet que celle-ci produit.

## Origine
L'expression est au centre d'un ouvrage de Jean-Louis Le Moigne qui semble en être princeps et où il écrit « cet ouvrage pour la présentation et le mode d’emploi de la systémographie, instrument de conception-construction de modèles des phénomènes ou des projets perçus complexes ». Il rend l'expression synonyme de « démarche systémique » ou « analyse de système » (cette dernière formulation contient une contradiction en elle-même). Dans ce cadre particulier, « systémographier » serait donc représenter un phénomène en un modèle au travers de l'outil « système général ». Il n'y a pas exclusive dans la démarche et la référence modélisatrice peut se trouver ailleurs, soit dans une analogie, biologique, par exemple, soit, sans aucune structure préétablie, cas des approches cliniques.

## Panorama
Dans le premier sens de "discipline" la systémographie s'impose une rigueur dans la graphie-description ; rigueur du vocabulaire employé, rigueur de la correspondance entre les réalités de l'objet concret observé et décrit ou reproduit, et les symbolisations utilisées (comme dans la chorématique développée par Roger Brunet), rigueur aussi des catégories sémantiques.
Le terme est employé dans ce sens en particulier en architecture par Buckminster Fuller. 
Le chercheur en systémographie a le souci de distinguer sa pratique de celle de la systémologie.
De même que l'ethnologie a une visée explicative alors que l'ethnographie a une visée descriptive, le systémographe s'interdit de dire "tel effet a telle cause".
Non pas qu'il n'y ait aucune intuition de l'ensemble des causes qui peuvent produire un effet, la démarche systémographique s'interdit de réduire l'empan de son objet de recherche. Une approche réductionniste est tenue à l'écart par principe de méthode et par éthique de recherche.
Des chercheurs dans toute une palette de disciplines emploient ainsi le terme soit seul soit à l'intérieur d'un texte dont le référentiel est la systémique.

## Discussion
Les techniques de représentation graphique ou de schématique présentent un intérêt indéniable quant à l'étude des phénomènes complexes (carte conceptuelle ou schéma conceptuel ou, en général, au domaine des sciences de la complexité). Sans nécessairement être un préalable à la simulation, elles permettent un regroupement synthétique de l'information, sa structuration, sa communication, voire, comme par exemple en systémique qualitative, la possibilité de retravailler au moyen d'une première modélisation des échanges à l'intérieur d'un système. La systémographie permet de faire apparaître le système étudié dans sa structure ou/et dans les relations entre ses éléments. Elle montre, plus qu'elle démontre, même si démonter peut en être une étape. Des vertus soit purement descriptives, soit pour partie explicatives ou interprétatives, dans d'autres phases, lui sont associables sans exclusive l'une à l'autre.
On peut toutefois noter avec certains auteurs les précautions suivantes : « La transposition schématique et visuelle des éléments d’une théorisation est assurément un outil précieux et un moyen de communication intéressant. Néanmoins, il y a là potentiellement un piège, un raccourci et une échappatoire que trop souvent le néophyte s’empresse d’emprunter, confondant carte et territoire, la technique et le message, la forme et le fond ». Il se discute ici la non réduction du phénomène au modèle, gardant la précaution d'une différence entre la production systémographique en tant qu'objet et le monde dans lequel est construite cette opération.